# Carsten Sinner
Carsten Sinner (* 4. Februar 1971 in Gedern) ist ein deutscher Sprach- und Übersetzungswissenschaftler. Er lehrt als Universitätsprofessor für iberoromanische Sprach- und Übersetzungswissenschaft am Institut für Angewandte Linguistik und Translatologie der Universität Leipzig.

## Leben
Carsten Sinner wurde 1971 im hessischen Gedern geboren. Nach dem Abitur 1990 studierte er bis 1993 Soziologie an der Technischen Universität Berlin und von 1991 bis 1996 Diplomübersetzung für Spanisch und Portugiesisch an der Humboldt-Universität zu Berlin. Hinzu kamen ein Teilstudium Dolmetschen und Übersetzen an der Autonomen Universität Barcelona (1993–1994), ein Erweiterungsstudium Deutsch als Fremdsprache (1995–1997) und ein Grundstudium Germanistische Linguistik (1995–1997). 1997 schloss Sinner sein Studium mit einer Diplomarbeit zum Thema Phonetisch-phonologische, morphosyntaktische und lexikalische Besonderheiten der Varietät des Kastilischen in Katalonien: Interferenz, Frequenz und Akzeptabilität ab. Er promovierte 2002 bei Gerda Haßler an der Universität Potsdam mit einer Dissertation zum Thema El castellano de Cataluña. Aspectos cualitativos y cuantitativos. Bis 2007 arbeitete er als wissenschaftlicher Assistent am Institut für Romanistik der Humboldt-Universität zu Berlin, wonach er die Vertretungsprofessur für iberoromanische Sprach- und Übersetzungswissenschaft am Institut für Angewandte Linguistik und Translatologie der Universität Leipzig übernahm. Seit 2008 ist er dort Universitätsprofessor für iberoromanische Sprach- und Übersetzungswissenschaft. Neben seiner wissenschaftlichen Arbeit und Lehrtätigkeit ist Carsten Sinner als freiberuflicher Übersetzer und Dolmetscher tätig.

## Mitgliedschaften
- Asociación de Lingüística y Filología de América Latina (ALFAL)
- Associació Internacional de Llengua i Literatura Catalanes (AILLC)
- Deutscher Hispanistenverband (DHV)
- Deutscher Lusitanistenverband (DLV)
- Deutscher Katalanistenverband (DKV)
- Deutscher Romanistenverband (DRV)
- International Society for Historical Lexicography and Lexicology (ISHLL)
- Seminario Alfonso Irigoien (SAI)

## Ämter
- Delegierter des Verbands für Linguistik und Philologie Lateinamerikas (ALFAL) für Deutschland, Österreich, Polen, Schweiz und die Tschechische Republik
- Sprecher der AILLC
- Sprecher des DKV in der Federació Internacional de les Associacions de Catalanística (FIAC)
- Präsident des Deutschen Katalanistenverbandes

## Publikationen (Auswahl)
- Compendio Terminológico de Educación y Formación (alemán-español-inglés). Brüssel, EFECOT 1996
- Literatur der Welt im Unterricht: Literatur der Reisenden. Brüssel, EFECOT 1997
- El castellano de Cataluña. Estudio empírico de aspectos léxicos, morfosintácticos, pragmáticos y metalingüísticos. Tübingen, Niemeyer 2004
- Wissenschaftliches Schreiben in Portugal zum Ende des Antigo Regime (1779–1821). Die Memórias económicas der Academia das Ciências de Lisboa. Berlin, Frank & Timme 2012
- Varietätenlingistik. Tübingen: Narr. 2014
- mit Dan Van Raemdonck: Herausgeber der Reihe Études Linguistiques / Linguistische Studien. München, peniope
- Gerda Haßler / Verónica Böhm (2019): La integración de la aspectualidad como categoría semántico-funcional en la lingüística española. Clases y categorías en la semántica del español y sus interfaces, ed por Dolores García Padrón, Héctor Hernández Arocha, Carsten Sinner. Beihefte zur Zeitschrift für romanische Philologie. Berlin, Boston: De Gruyter, S. 195–216, ISBN 978-3-11-063770-0,  doi:10.1515/9783110637700-009.